# Gail O'Grady
Gail Ann O'Grady (Detroit, 23 de enero de 1963) es una actriz estadounidense, reconocida por sus interpretaciones de Donna Abandando en la serie policíaca NYPD Blue y de Helen Pryor en American Dreams. Ha sido nominada a los premios Primetime Emmy en tres ocasiones.

## Carrera
Su primer papel principal fue como Donna Abandando en el drama policial NYPD Blue. O'Grady interpretó a la secretaria del pelotón desde 1993 hasta 1996, y por cada año recibió una nominación al Premio Emmy por Mejor Actriz de Reparto en una Serie Dramática. Dejó la serie en 1996 e hizo un piloto para su propia comedia de situación, The Gail O'Grady Project, pero el programa no fue emitido por ninguna de las redes.
Después de dejar NYPD Blue, O'Grady comenzó a protagonizar numerosas películas para televisión para Lifetime y otras redes, incluyendo The Three Lives of Karen (1997), Two Voices (1997), Every 9 Seconds (1997), Two of Hearts (1999), Another Woman's Husband (2000), Lip Service (2000), Hostage Negotiator (2001), Hope Ranch (2002), Lucky 7 (2003), Sex and the Single Mom (2003) y More Sex & the Single Mom (2005).
De 2002 a 2005, O'Grady interpretó a Helen Pryor en la serie de televisión de la NBC American Dreams, que retrata a una familia estadounidense que vive en Filadelfia, Pensilvania, durante la década de 1960. La serie fue cancelada después de tres temporadas. En el otoño de 2005, O'Grady fue actriz principal en la serie de comedia de ABC Hot Properties. La serie fue cancelada después de 13 episodios. En 2006 actuó como invitada en Two and a Half Men y en 2007 tuvo un papel recurrente en Boston Legal como Gloria Weldon, una jueza en una relación personal con el abogado Alan Shore. También en 2007, protagonizó la película de Hallmark Channel, All I Want for Christmas.

## Filmografía
| Año         | Título                                | Rol                  | Notas             |
| ----------- | ------------------------------------- | -------------------- | ----------------- |
| 1987        | Billionaire Boys Club                 | Judy                 | Película para TV  |
| 1988        | She's Having a Baby                   | Laura                |                   |
| 1988        | Blackout                              | Caroline Boyle       |                   |
| 1988        | Spellcaster                           | Jackie               |                   |
| 1990        | Nobody's Perfect                      | Shelly               |                   |
| 1990        | People Like Us                        | Rebecca Bailey       | Película para TV  |
| 1990        | Parker Kane                           | Cindy Ellis          | Película para TV  |
| 1991        | The Hit Man                           | Sara                 | Película para TV  |
| 1995        | She Stood Alone: The Tailhook Scandal | Paula Coughlin       | Película para TV  |
| 1995        | Trial by Fire                         | Paulette Gill        | Película para TV  |
| 1995        | Nothing Lasts Forever                 | Page Taylor          | Película para TV  |
| 1996        | Celtic Pride                          | Carol O'Hara         |                   |
| 1997        | That Old Feeling                      | Rowena               |                   |
| 1997        | The Three Lives of Karen              | Karen Winthrop       | Película para TV  |
| 1997        | Two Voices                            | Kathleen Anneken     | Película para TV  |
| 1997        | Every 9 Seconds                       | Janet                | Película para TV  |
| 1997        | Medusa's Child                        | Vivian Henry         | Película para TV  |
| 1999        | Two of Hearts                         | Molly Saunders       | Película para TV  |
| 1999        | Deuce Bigalow: Male Gigolo            | Claire               |                   |
| 1999        | Walking Across Egypt                  | Elaine Rigsbee       |                   |
| 2000        | Another Woman's Husband               | Susan Miller         | Película para TV  |
| 2000        | Out of Sync                           | Maggie Stanley       | Película para TV  |
| 2001        | Hostage Negotiator                    | Theresa Foley        | Película para TV  |
| 2002        | Hope Ranch                            | June Andersen        | Película para TV  |
| 2003        | Lucky 7                               | Rachel Myer          | Película para TV  |
| 2003        | Sex and the Single Mom                | Jess Gradwell        | Película para TV  |
| 2004        | The Sure Hand of God                  | Molly Bowser         |                   |
| 2004        | Tricks                                | Jane                 |                   |
| 2004        | Sleep Easy, Hutch Rimes               | Olivia Wise          |                   |
| 2005        | More Sex & the Single Mom             | Jess Gradwell        | Película para TV  |
| 2005        | Mayday                                | Anne Metz            | Película para TV  |
| 2007        | While the Children Sleep              | Meghan Eastman       | Película para TV  |
| 2007        | All I Want for Christmas              | Sara Armstrong       | Película para TV  |
| 2008        | An American Carol                     | Jane Wagstaffe       |                   |
| 2009        | The House That Jack Built             | Hannah               |                   |
| 2009        | Living Out Loud                       | Emily Marshall       | Película para TV  |
| 2010        | Circle                                | Dr. Green            |                   |
| 2010        | After the Fall                        | Dr. Susan Miles      | Película para TV  |
| 2010 - 2011 | Hellcats                              | Wanda Perkins        | Elenco secundario |
| 2011        | ChromeSkull: Laid to Rest 2           | Nancy                |                   |
| 2013        | Shadow on the Mesa                    | Mona Eastman         | Película para TV  |
| 2013        | The Minister's Wife                   | Susan Parker         | Película para TV  |
| 2013        | The Mystery Cruise                    | Alvirah Meehan       | Película para TV  |
| 2014        | Enough About Jack                     | Gail                 | Película para TV  |
| 2014        | Mothers of the Bride                  | Debra Wolf           |                   |
| 2015        | Justice Served                        | Dr. Helen Florentine |                   |